# Geelbrauwhoningeter
De geelbrauwhoningeter (Melidectes rufocrissalis) is een zangvogel uit de familie Meliphagidae (honingeters).

## Verspreiding en leefgebied
Deze soort is endemisch in de bergen van Nieuw-Guinea en telt drie ondersoorten:
- M. r. rufocrissalis: centraal Nieuw-Guinea.
- M. r. thomasi: de zuidelijke hellingen van de oostelijk-centrale hooglanden van Nieuw-Guinea.
- M. r. stresemanni: Herzog-gebergte (noordoostelijk Nieuw-Guinea).

## Status
De grootte van de populatie is niet gekwantificeerd maar de soort wordt omschreven als vrij algemeen. Op de Rode lijst van de IUCN heeft deze soort de status niet bedreigd.